# Giovanni da Ferentino
Giovanni da Ferentino (ur. w Ferentino, zm. w 1216 w Rzymie) – włoski kardynał.

## Życiorys
Urodził się w połowie XII wieku w Ferentino. Początkowo był notariuszem, a w latach 1203–1205 – wicekanclerzem Kościoła Rzymskiego (w 1205 był kanclerzem). W tym okresie sygnował bulle papieskie. W 1205 roku został kreowany kardynałem diakonem i otrzymał diakonię San Maria in Via Lata. Siedem lat później został podniesiony do rangi kardynała prezbitera i otrzymał kościół tytularny San Prassede. Pełnił rolę legata najpierw w Królestwie Anglii, a następnie w Królestwie Francji (negocjował pokój pomiędzy władcami tych państw po agresji francuskiej na Normandię). Uczestniczył w papieskiej elekcji 1216, lecz niedługo potem zmarł w Rzymie.